# Библия, Коран и наука
Библия, Коран и наука (фр. La Bible, le Coran et la Science) — книга, выпущенная французским врачом и писателем Морисом Бюкаем в 1976 году, в которой тот утверждал о непротиворечивости Корана и современной науки, а также критиковал Библию, в которой, по его мнению, содержатся ошибки (тахриф).

## Содержание
Книга была переведена на многие языки и разошлась миллионными тиражами. В книге Бюкай пытается объяснить передвижение гор вместе с континентальными плитами, как Бог мумифицировал тело фараона, чтобы его могли увидеть другие, сотворение мира по Ветхому Завету, дату появления первого человека и создания мира, Великий Потоп, противоречивость описаний страданий распятого Иисуса Христа, его Вознесение, отсутствие упоминания об Евхаристии в Евангелии от Иоанна, астрономию по исламу и пр. По мнению Бюкая, в Библии (в Ветхом Завете и Евангелиях) есть фундаментальные ошибки, а в Коране — нет.

### Критика
Уильям Ф. Кэмпбелл:
Некоторое время на протяжении своей жизни доктор Бюкай был семейным врачом короля Фейсала. В это время он написал свою книгу «Библия, Коран и наука», опубликованную в 1975. Я думаю, что он написал это в гневе на Католическую церковь, а затем обнаружил, что он может таким образом делать много денег, которые он получил с переводов, сделанных с его книги. Доктор Бюкай знает католицизм достаточно хорошо. Моя интерпретация, без личного контакта с Бюкаем, — то, что он был довольно образованным католиком. Он видел, что священники говорили в воскресенье о Пятикнижии Моисея как подлинном и имеющем силу, а в понедельник писали статьи, в которых они сомневались, что Моисей вообще написал что-либо. Этот обман крайне рассердил его (я имел тот же опыт, когда мне, как молодому протестанту, преподавали высокую критику). Так или иначе, ясно, что он не писал свою книгу как верующий христианин. Однако и сведений о том, что он принял ислам, нет.

## Издание на русском языке
- Бюкай М. Библия, Коран и наука. Священные писания в свете современного знания. — Киев: Ансар Фаундейш, 2004. — 362 с. — ISBN 966-95604-6-2.